# Ancienne Chambre des représentants de Hongrie
L'Ancienne Chambre des représentants (en hongrois : Régi Képviselőház) est un édifice situé dans le 8e arrondissement de Budapest.